# Jägertor

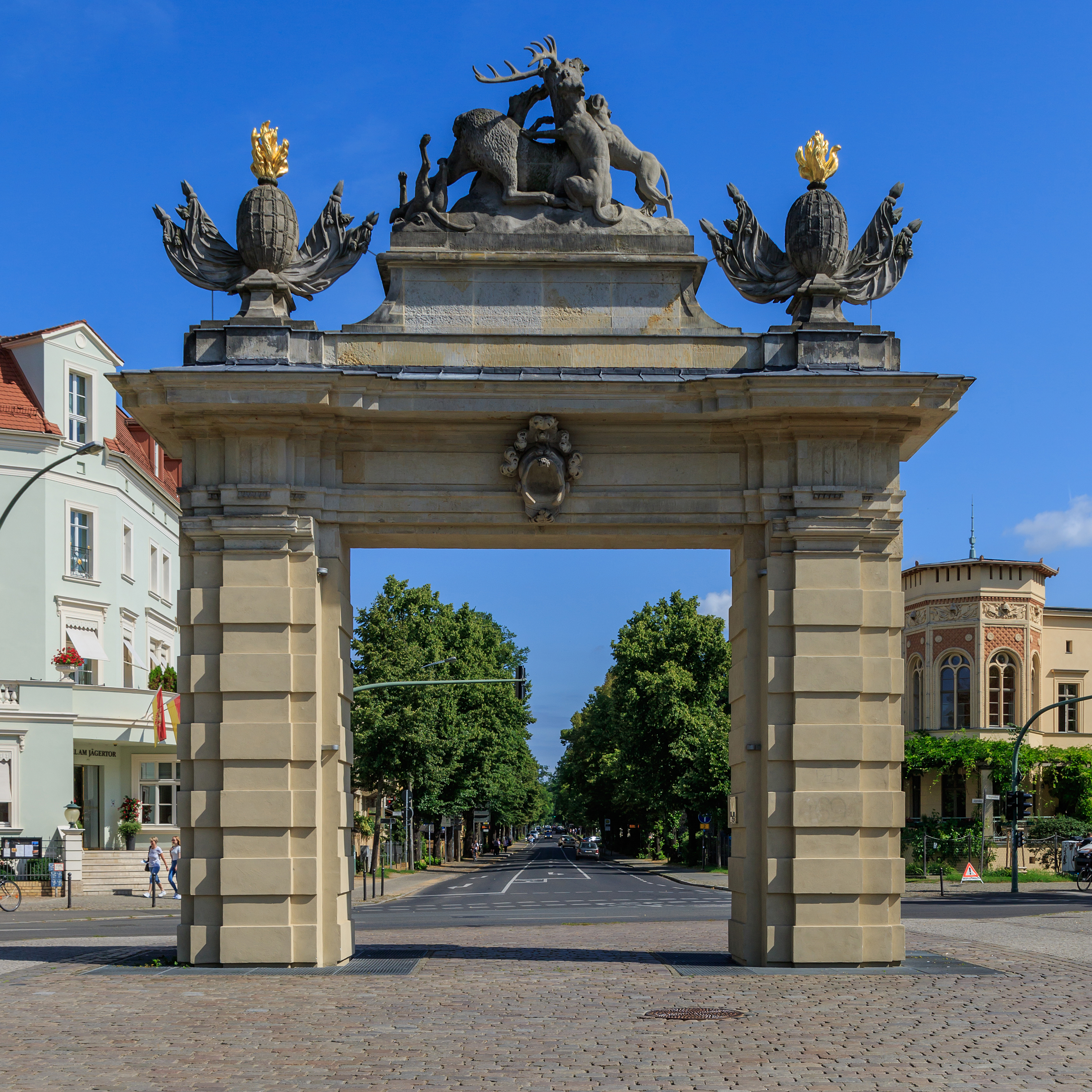
Jägertor

De Jägertor is de oudste nog bestaande stadspoort van de Duitse stad Potsdam. De poort dateert uit 1733 en staat aan de noordzijde van de Lindenstraße. De naam is afkomstig van het destijds nabijgelegen Jägerhof. Oorspronkelijk maakte de poort deel uit van de stadsmuur (die overigens niet een verdedigende functie had maar diende om deserterende soldaten binnen te houden en smokkel tegen te gaan).
Brandenburger Tor · Jägertor · Nauener Tor

Verdwenen poorten: Berliner Tor · Neustädter Tor